# Näsbypark
Näsbypark est un district de la commune de Täby dans le comté de Stockholm en Suède.

## Géographie
Il est situé à l'extrême sud-est de la commune et borde Lahäll au sud, Stora Värtan (un bras de mer de la mer Baltique) à l'est, Viggbyholm (en) au nord-ouest et, au-delà de l'autoroute E18, les quartiers de Roslags Näsby (en) et Näsbydal à l'ouest. La zone est considérée comme l'un des quartiers résidentiels les plus chers de Täby avec une grande proportion de villas, d'appartements et de maisons mitoyennes au bord du lac.

## Histoire
Le nom de Näsbypark provient de l'ancien parc du manoir de Näsby, conçu par Nicodème Tessin l'Ancien. Le manoir a été entièrement détruit par un incendie en 1897, et a été reconstruit en 1902 par Carl Robert Lamm,. Aujourd'hui, le manoir de Näsby est un centre de conférences.
Le quartier est caractérisé par des pavillons construits principalement entre 1940 et 1970.